# Марш на Дрину
Марш на Дрину (оригинално назван На Дрину) је традиционални српски марш који је компоновао Станислав Бинички у Ваљеву почетком Првог светског рата у част победе српске над аустроугарском војском на Церу и команданта Гвозденог пука Миливоја Стојановића Брке, који је погинуо у овој бици. Ова песма постала је симбол храбрости Срба у Првом светском рату, који су, упркос великим губицима у људству, из тог рата изашли као победници. Победа малобројне српске војске над надмоћном аустроугарском војском истовремено је и прва победа савезничких сила у Првом светском рату.
Бинички који је водио оркестар Краљеве гарде је са својим саборцима прошао Албанску голготу и по доласку на Крф, уз помоћ савезника, обновио војни оркестар и почео да организује концерте. Марш на Дрину је био обавезан део репертоара.
Песма Марш на Дрину добила је највише гласова на референдуму о државним симболима Републике Србије 1992. године. Међутим, референдум је касније поништен због недовољног одазива гласача. Песма је остала неслужбена химна Србије све до 2004. године, када је песма „Боже правде” проглашена за националну химну Републике Србије.
Иво Андрић је 1961. године у Шведској на доделу Нобелове награде понео ову композицију. Дело је изазвало велику пажњу шведске јавности и до данас једно је од најслушанијих дела у Шведској.
Швеђани су најзаслужнији за пораст популарности марша 60-их година 20. века. Године 1964. снимљен је и филм „Марш на Дрину” у режији Жике Митровића.
Године 1964. српски новинар и песник Милоје Поповић написао је и текст за марш.

## Обраде
Композицију је обрадио велики број извођача из целог света:
- Jorgen Ingmann - „Marchen Til Drina”, Данска, 1963.
- The Shadows - „March to Drina”, 1966.
- Patti Page - „Drina (Little Soldier Boy)”, Сједињене Државе, 1964.
- Chet Atkins - „Drina”, 1966.
- James Last - на LP плочи „Trumpet A Go Go, Vol. 3”, 1968.
- The Nashville String Band - „Drina”, 1969.
- Frankie Yankovic - „Drina (Little Soldier Boy)”, 1967.[10]
- Радомир Михаиловић Точак - „Marš...”, 1984.
- Laibach - „Mars on River Drina”, Словенија, 1994.
- The Jokers - „Drina”, Белгија, 1963.[11]
- The Spotnicks - „Drina”, Шведска, 1964.
- Leon Young String Chorale - „Drina”, Уједињено Краљевство, 1964[12]
- Will Glahé's Bohème Ballhouse Band - „Drina Marsch”, 1964.
- Bert Landers & Konrad Grewe - „Drina Marsch”
- Horst Wende und sein Orchester – „Drina Marsch”, Немачка, 1963.
- Kirmesmusikanten - „Drina Marsch, 7”, Немачка, 1975.
- Gunter Noris und die Big Band der Bundeswehr - „WM-Parade”, Немачка, 1974.
- Arne Domnerus Sekstett - на LP плочи „Ja, Vi Älskar”, Норвешка, 1978.
- Cherry Wainer - на LP плочи „Musik Im Blut”, Немачка.
- Kurt Henkels und sein Tanzorchester.
- Bauernkapelle Mindersdorf - на албуму „In der Musikscheune”, Немачка, 2008.
- Captain Harp - на LP плочи „Harmonica Highlights”, 2010.
- Henry Arland and Hans Bertram - „Drina Marsch (Mars na Drini)”, или „Drina (In den Bergen singt der Wind)”, 1972.
- Bob Kaper's The Beale Street Jazz Band - „Drina-March” b/w „Dominique”,
- Бечка филхармонија под дириговањем Херберта Карајана, новогодишњи концерт 1987.
- KBO! - Marš na Drinu („The Shаdows”) - iz albuma „(Ne) menjajte stanicu”, 2001,
- Џејмс Ласт 1968.[8]